# Miles Straume
Miles Straume egy fiktív szereplő a Lost c. amerikai televíziós sorozatban. A karaktert Ken Leung alakítja.
|  | Alább a cselekmény részletei következnek! |

## Életrajz

### A szigetre kerülés előtt
Az Oceanic Flight 815 álroncsának megtalálásának napján Miles meglátogatott egy Mrs. Gardner nevű nőt Inglewoodban, Kaliforniában. Az asszony unokáját meggyilkolták, és a nő ki szerette volna űzni a gyerek szellemét a házából. A férfi elvállalta, hogy beszél a kísértettel, és miután megkapta a kétszáz dolláros fizetségét, fel is ment a fiú szobájába. Ott egy „szellemirtó porszívó” segítségével a gyerek megjelent neki, és megmutatta a rejtekhelyet, ahová pénzt és drogot dugott el. Miles a pénzt elrakta, a kokaint otthagyta, Mrs. Gardnernek pedig visszaadott száz dollárt.
Amikor Naomi és Matthew Abaddon összeszervezte a Kahana tudományos csapatát, a nő Milest „szellemirtónak” nevezte.
A hajó indulása előtt Miles elárulta a Kevin Johnson álnevet használó Michaelnak, hogy tud arról, hogy nem a saját nevét használja. Ugyanakkor megnyugtatta, hiszen állítása szerint a Kahana legénységének 80%-a hazudott valamivel kapcsolatban.

### A szigeten
Miles a Kahana három tagból álló tudományos csapatának egyike volt (a másik két tag Daniel Faraday és Charlotte Staples Lewis), akiknek a helikopter meghibásodása miatt ki kellett ugraniuk a gépből. Miles egy sziklás partra érkezett, közel a sziget északi részéhez. 

Miles fegyvert fog Jackre.

Jack, Kate és Daniel feltűnésekor eszméletlennek tűnt, de mikor az orvos meg akarta vizsgálni, hirtelen fegyvert fogott rá. Elmondta Danielnek, hogy a túlélők megölték Naomit, és azt követelte, hogy vezessék a nő testéhez. A hullához vezető útjuk során a férfi fegyvert fogott Jackre és Kate-re.
Miles Naomival való „beszélgetése” után igaznak nyilvánította Kate történetét arról, hogy a nőt Locke ölte meg. Valamivel később a doktor figyelmeztette a másik két férfit, hogy tegyék le a pisztolyt, mert a barátaik fegyvert fognak rájuk. Ezt Sayid és Juliet feltűnésekor meg is tették. Miles agresszívan válaszolgatott az iraki kérdéseire arról, hogy kicsoda ő és mit csinál. Miután Frank felfedezte, hogy Juliet egy „őslakos”, Miles rendkívül idegesen követelte, hogy árulja el, hol van „ő”. A férfi ekkor mondta el, hogy csapatának feladata Benjamin Linus megtalálása.
Kate, Miles és Sayid elmentek a barakkokhoz, hogy kiszabadítsák Charlotte-ot Locke fogságából. Megérkezve megtalálták Hurleyt, akit bezártak. A férfi elmondta, hogy összetűzésbe keveredett Locke-kal, mert szerinte a hajón lévők azért jöttek, hogy mindenkit megöljenek a szigeten. Mikor Hurley megkérdezte, tényleg ez a szándékuk-e, Miles csak annyit válaszolt: „Még nem.” A Hugo által elmondottakra támaszkodva bementek Ben házába, ám ott Locke és Sawyer várták őket, akik Hurleyt használták fel csapdaként. A három foglyul ejtett személyt a falu különböző területeire vitték. Locke és Sayid üzletet kötött: Charlotte-ot Milesért cserébe.
Miles felhasználta Kate-et, hogy beszélhessen Bennel. A férfi pontosan 3.2 millió dollárt követelt azért cserébe, hogy megbízóinak azt hazudja, Ben halott. Arra a közbevetésre, hogy Charlotte tudja, hogy életben van, csak annyit mondott: „Őt majd én elintézem.” Miles határozottan kinyilvánította, tudja, kicsoda Ben, és azt is, hogy meg tudja szerezni a pénzt. Kate vissza akarta vinni a csónakházba, ahol fogva tartották, de útközben kiszedte a férfiból, hogy tudják, Kate egy körözött bűnöző. A férfit végül Locke vitte be a raktárba. Másnap szintén John ment be hozzá, egy kézigránátot nyomott a szájába és kihúzta az ütőszeget, így Milesnak a fogaival kellett szorítania, ha nem akart felrobbanni. Locke ezután otthagyta.
Miután megtudta Ben hajón lévő emberének kilétét, Locke összehívta csapatát egy megbeszélésre, és Milesot is felvitte hozzájuk. Miles nem tiltakozott, mikor Ben elmondta, hogy a hajósok feladata: mindenkit megölni a szigeten, ha őt elfogták. Bár Locke azt mondta, nincs több titok, mégsem ejtett szót Miles és Ben egyezségéről, ezt Sawyer nehezményezte is. A távol-keleti férfi csak nevetett azon, hogy Ben nem tudna megszerezni 3.2 millió dollárt, és szerinte ő bármit elér, amit akar.
A barakkok Keamy és csapata által történő megtámadásakor a zsoldosok vezetője Milest küldte oda Ben házához egy walkie-talkieval, aki elmondta nekik, hogy náluk van Alex. Miután Keamy megölte a lányt, Miles sokkosnak és együttérzőnek tűnt. Mikor kitörtek a házból, a férfi meglepődött és megrémült, mert meglátta, ahogy a füst megtámadja a fegyvereseket. Sawyerrel, Claire-rel és Aaronnal elindult a part felé.
Útközben Miles meghallotta Karl és Danielle hangját, később pedig felfedezte a holttestüket egy gyorsan elkészített sírban. A zsoldosokról azt mondta, nem a barátai, és nem nekik dolgozik. Sawyer nem nézte jó szemmel, ahogy Miles Claire-t és a kisbabát bámulja, ezért „távoltartási határozatot” léptetett életbe. Mivel Frank figyelmeztette őket, elbújtak Keamy elől. Éjszaka Miles szemtanúja volt, hogy Claire beszél az apjával és elmegy vele. A „határozat” miatt ugyebár nem követhette őket. Másnap tájékoztatta Sawyert a nő eltűnéséről, aztán a férfi megtalálta az erdőben síró Aaront.
Miles, Sawyer és Aaron folytatta útját a partra, de a tenger felé közeledve összetalálkoztak a helikoptert követő Jackkel és Kate-tel. Jack Kate-re bízta a gyereket, aki visszavitte őt a táborba. Velük tartott Miles is, Jack és Sawyer pedig tovább haladt a helikopter irányába.
Amikor Daniel elkezdte a túlélők szállítását a hajóra a Zodiac csónakkal, rá akarta beszélni Charlotte-ot és Milest a sziget elhagyására. A férfi azonban megmondta, hogy ő nem megy el, ráadásul bizonyos arra utaló mondatokkal, hogy a nő „sok időt töltött azzal, hogy visszataláljon ide ”, Charlotte-ot is maradásra bírta.
5. évad: 1974-ben ő is csatlakozott a Dharmához, a biztonságiaknál kapott állást. Hamar rájött, hogy a családja is a Szigeten van, de nem merészkedett hozzájuk közel. Hurley próbálta ráébreszteni, hogy beszélnie kellene az apjával, erre végül sor is került, mikor Chang arról kérdezte őket, tényleg a jövőből érkeztek-e. Straume ekkor bevallotta, hogy ő a fia.

## Érdekességek
- Amikor Miles Naomi holttesténél suttogott, tulajdonképpen visszafelé beszélt, épp úgy, mint a suttogások. Ha fordítva lejátszva meghallgatjuk, ezt hallhatjuk: „You've got to see it through.”
- Egy Damon Lindeloffal készített interjúban ez hangzott el: „Nagyon coolnak tartjuk, hogy Miles neve majdnem úgy hangzik, mint a maelstrom.” (magyarul: örvény, vad forgatag)
- Miles a főszereplő neve Henry James kísértettörténetében, A csavar fordul egyet-ben, amely könyv többször is említésre került a Lostban. A regénybeli Miles egy tízéves fiú, akinek a nevelőnője annak a gondolatnak a megszállottja, hogy a gyerek és a húga szellemek által fel lett bújtatva, hogy megöljék az előző nevelőnőt és annak szerelmét.

## Külső hivatkozások
- Az Entertainment Weekly-interjú Archiválva 2014. november 29-i dátummal a Wayback Machine-ben

|  | Itt a vége a cselekmény részletezésének! |